# Krönungs-Marsch

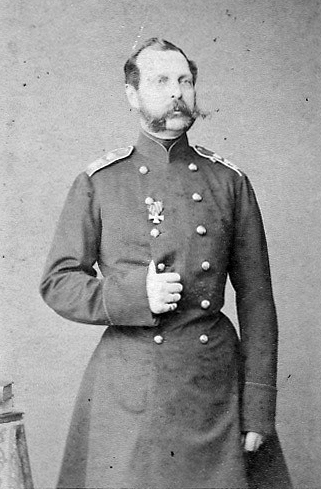
Alexander II av Ryssland.

Krönungs-Marsch (Kröningsmarsch), op. 183, är en marsch av Johann Strauss den yngre. Den spelades första gången den 25 september 1856 i Pavlovsk i Ryssland.

## Historia
Marschen tillkom under Johann Strauss den yngres första Rysslandsresa sommaren 1856 (Se Grossfürstin Alexandra-Walzer) och var tillägnad den nye tsaren Alexander II. Tsaren beundrade Strauss musik och närvarade vid flera konserter. Han inbjöd till och med Strauss att medfölja honom till Moskva för kröningsfestligheterna den 7 september 1856. I gengäld skrev Strauss marschen, som spelades första gången den 25 september i Vauxhall Pavilion i Pavlovsk utanför Sankt Petersburg. Vid samma tid komponerades även valsen Krönungslieder som tillägnades kejsargemålen Maria Alexandrovna.

## Om marschen
Speltiden är ca 2 minuter och 45 sekunder plus minus några sekunder beroende på dirigentens musikaliska tolkning.

## Weblänkar
- Krönungs-Marsch i Naxos-utgåvan.